# Gaston de Wailly
Gaston Gouchon de Wailly (Paris, 12 mai 1857 - 18 mai 1943) est un auteur dramatique et romancier français.

## Biographie
Plusieurs de ses romans d'aventure ont d'abord été publiés en feuilleton dans des revues comme Grandes aventures et voyages excentriques, Collection Stella ou À travers l'univers, Aventures étranges, voyages lointains.
Ses pièces ont été représentées au Théâtre de la Renaissance et au Théâtre des Bouffes-Parisiens.

## Œuvres
- Trois Noëls dits par Mme Marie Laurent, comtes, Tresse et Stock, 1888
- Tableaux historiques de la Révolution française (1789-1800), Librairie illustrée, 1889
- Le Brick sanglant, roman, 1890
- Le Duc Jacques d'Uzès, nouvelle, 1893[2]
- Une dent et un chapeau, comédie en 1 acte, 1893
- Patron Bénic, scène de la vie maritime en 1 acte, 1894
- Chez la somnambule, pochade en 1 acte, à 3 hommes dont un muet, 1896
- Les Parapluies, comédie en 1 acte, 1896
- Arlequin maître de maison, comédie épisodique en 1 acte, tirée de Florian, 1897
- Colombine héritière, comédie épisodique en 1 acte, tirée de Florian, arrangée pour jeunes filles, 1898
- Les Deux Honneurs, drame militaire en 3 actes, 1898
- L'Oreiller qui pleure, monologue, 1898
- Le Serment de Lucette, roman, 1899
- À travers l'exposition de 1900, 2 vols., Fayard, 1899-1900
- Dolorès d'Albe, drame en 4 actes, 1900
- L'Affaire Branchu, paysannerie, 1901
- Tête de linotte, monologue pour jeune fille, 1902
- La Vieille, récit marin, monologue dramatique, 1902
- La Forêt de Bondy, vaudeville en trois actes, 1904
- Lolotte et Liline, saynète, 1905
- Les Deux Devoirs, drame maritime en 3 actes, avec Gustave de Wailly, 1907
- Le Rêve de Marthe, comédie en 1 acte, 1912
- Le Talon d'Achille, comédie en 1 acte, 1912
- La Reine du Caucase, comédie en 1 acte, 1914
- Le Double Jeu, roman, 1924
- Jacques Rodier, Robinson français, roman, Tallandier, 1925
- L'Allié mystérieux, roman, 1926
- L'Île-mystère, roman, Tallandier, 1926
- Le Monde de l'abîme, roman, 1926
- Les Parias de l'Océan, roman, 1926
- L'Espion, roman, 1927
- Le Napoléon des îles, roman, 1927
- L'Homme au masque d'or, roman, 1928
- Un drame au cap de Bonne-Espérance, roman, 1929
- Le Roi de l'inconnu, roman, 1932
- Le Meurtrier du globe, roman, 1933